# Dmitri Nikolajevitsj Anoetsjin

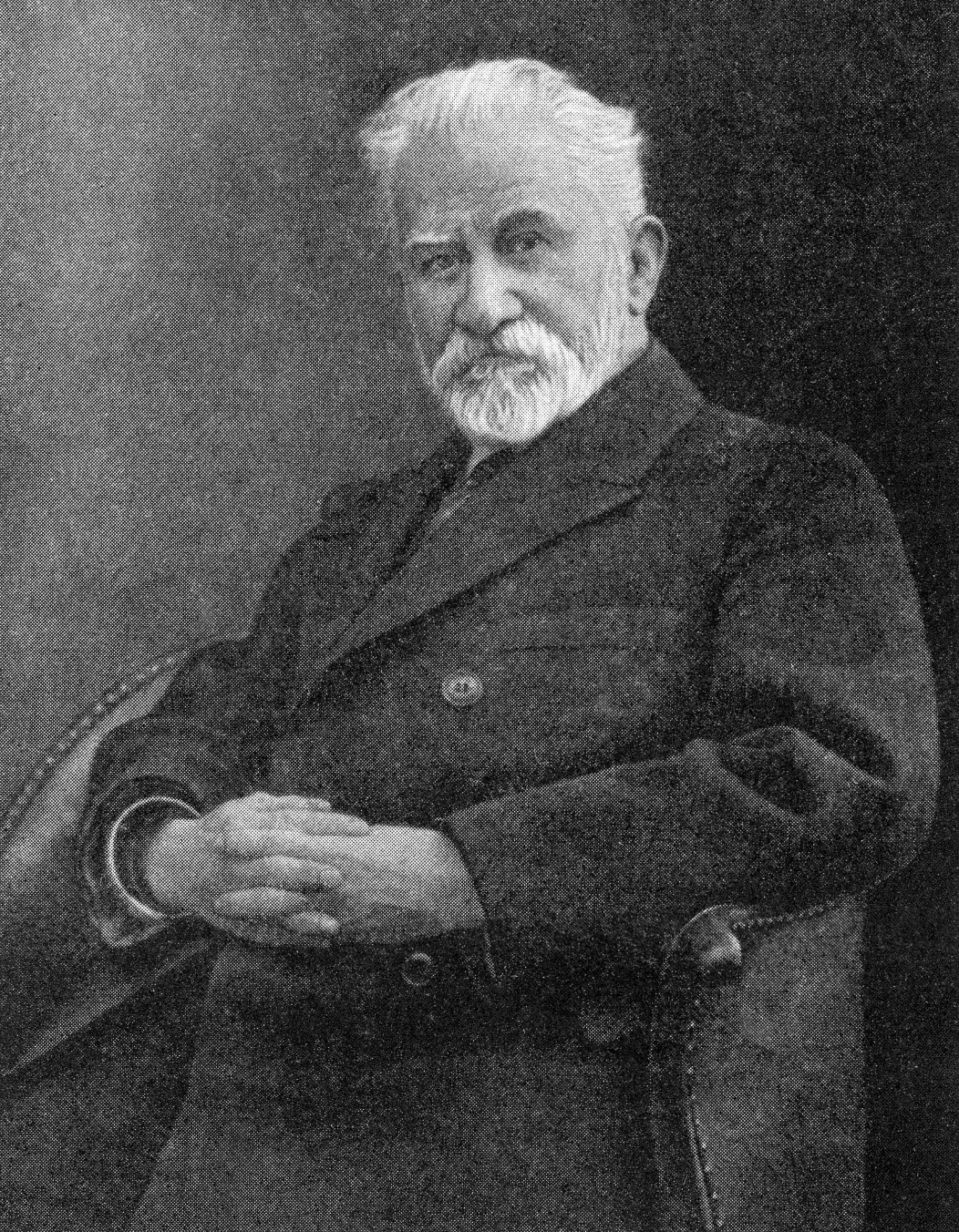
Dmitri Nikolajevitsj Anoetsjin

Dmitri Nikolajevitsj Anoetsjin (Russisch: Дмитрий Николаевич Анучин; Sint-Petersburg, 27 augustusjul. d.i. 8 september 1843greg. – Moskou, 4 juni 1923) was een Russisch antropoloog, etnograaf, archeoloog en geograaf. Hij was lid van de Russische Geografische Sociëteit.
In 1909 zat hij de etnografische subgroep van het 12de congres van Russische Natuurkundigen in Moskou voor.
De krater Anuchin op de maan en het Anoetsjin-instituut voor Antropologie aan de Universiteit van Moskou zijn naar hem genoemd.